# 昼の希望音楽会
『昼の希望音楽会』（ひるのきぼうおんがくかい）は、ラジオ福島（rfc）で放送されている生放送のラジオ番組。

## 概要
1953年12月1日のラジオ福島開局から続いている長寿番組である。番組形式は、リスナーからのリクエストによる音楽番組で、このスタイルは番組開始当初から変わっていない。
2021年4月から土曜日のみ、テーマに基づいたリクエストをリスナーから募集し、番組独自の楽曲ランキングを作成する形式の放送となった。

## 放送時間
月曜日 - 土曜日の11時00分 - 11時52分（2021年4月現在）
月曜日から金曜日までは『スマイル!』、土曜日は『SUNKIN』 のコーナー番組として放送。

## パーソナリティ
2025年7月現在。前述の番組内のパーソナリティーが本番組も担当する。
- 月曜・火曜 - 渡邉美香
- 水曜～金曜 - 井畑美穂子
- 土曜 - 手塚伸一